# 周慧珺
周慧珺（1939年—2021年12月27日），浙江镇海人，中國大陸女性书法家。

## 生平
周慧珺是书法家沈尹默、拱德邻、翁闿运的学生。曾任上海市书法家协会第四、五届主席，中国书法家协会副主席、理事，上海市文联副主席。2019年，獲得第七届上海文学艺术奖终身成就奖。